# هندسة المتفجرات

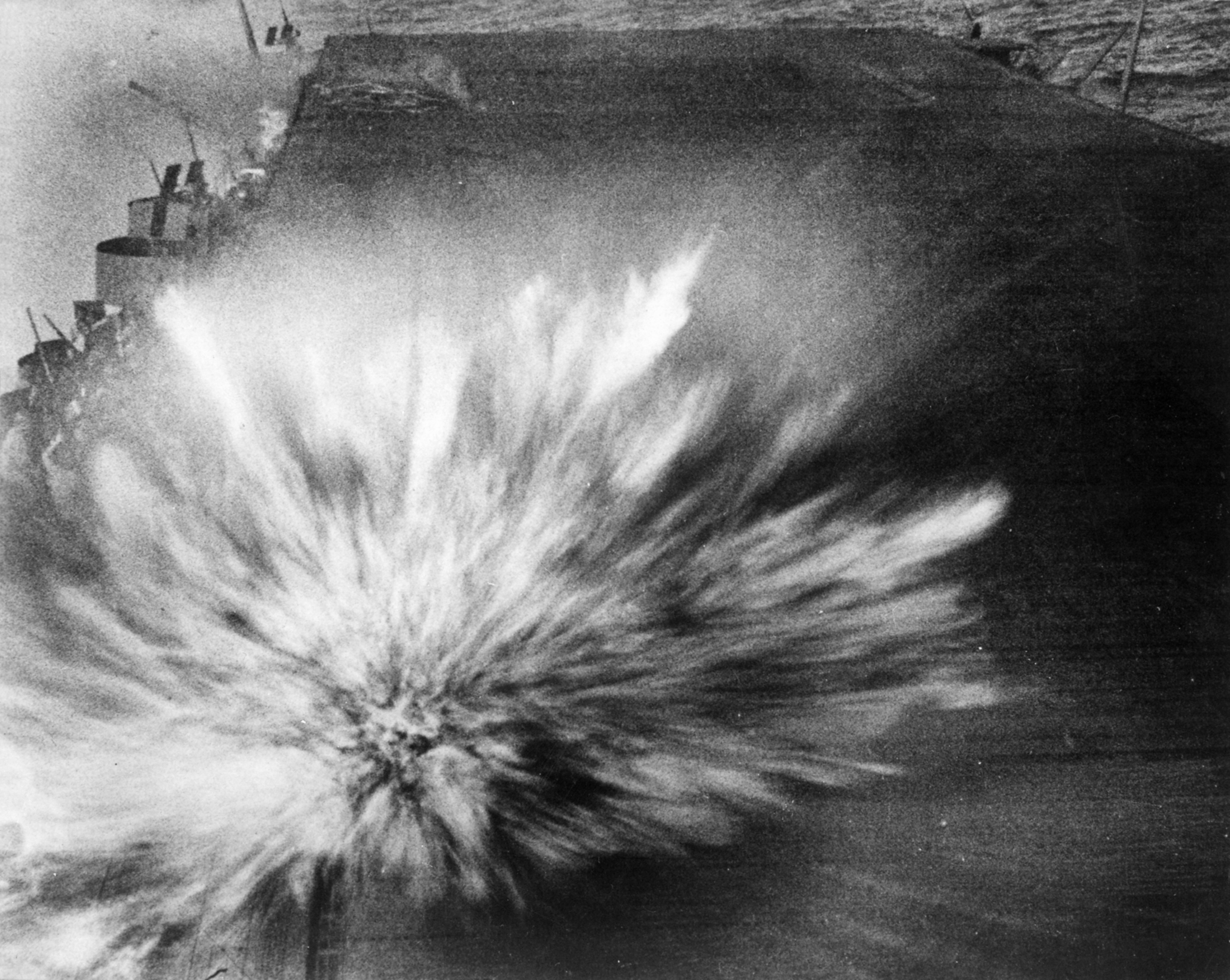

هندسة المتفجرات فرع من فروع الهندسة معني بفحص المتفجرات ودراسة سلوكها.

## مواضيعها
- تطوير المواد المتفجرة وتشخيص أشكال استعمالها المختفة.
- تحليل سيرورة الانفجارات الصاعقة
- دراسة أثر الموجات الصادمة على المواد
- الفحص الآمن للمتفجرات
- هندسة نسف الصخور والمناجم وتحليلها
- تصميم الحشوة المشكلة والدرع الراد وتحليلها.
- تصميم القنابل الجوية ورؤوس المقذوفات والقذائف المدفعية وتحليلها.

## مهندس المتفجرات
مهندس المتفجرات أو الناسف هو المسؤول الأول عن نسف الصخور من أجل توسعة المجال لبناء المنازل أو تعبيد الطرق أومد الجسور أو استخراج المعادن والفلزات والوقود من الأرض لتوفير الطاقة والمواد الخام.

## طالع
الجمعية الدولية لمهندسي المتفجرات.

## إحالات
1. ↑  مسؤوليات مهندس المتفجرات من موقع عالم المتفجرات. [وصلة مكسورة] نسخة محفوظة 14 يوليو 2011 على موقع واي باك مشين.